# Niccolò Fiammingo
Niccolò Fiammingo detto anche N. Pippi o N. d'Arras, pseudonimo di Nicolaus Mostaert (Arras, circa 1530 – Roma, 1604), è stato uno scultore fiammingo.

## Biografia

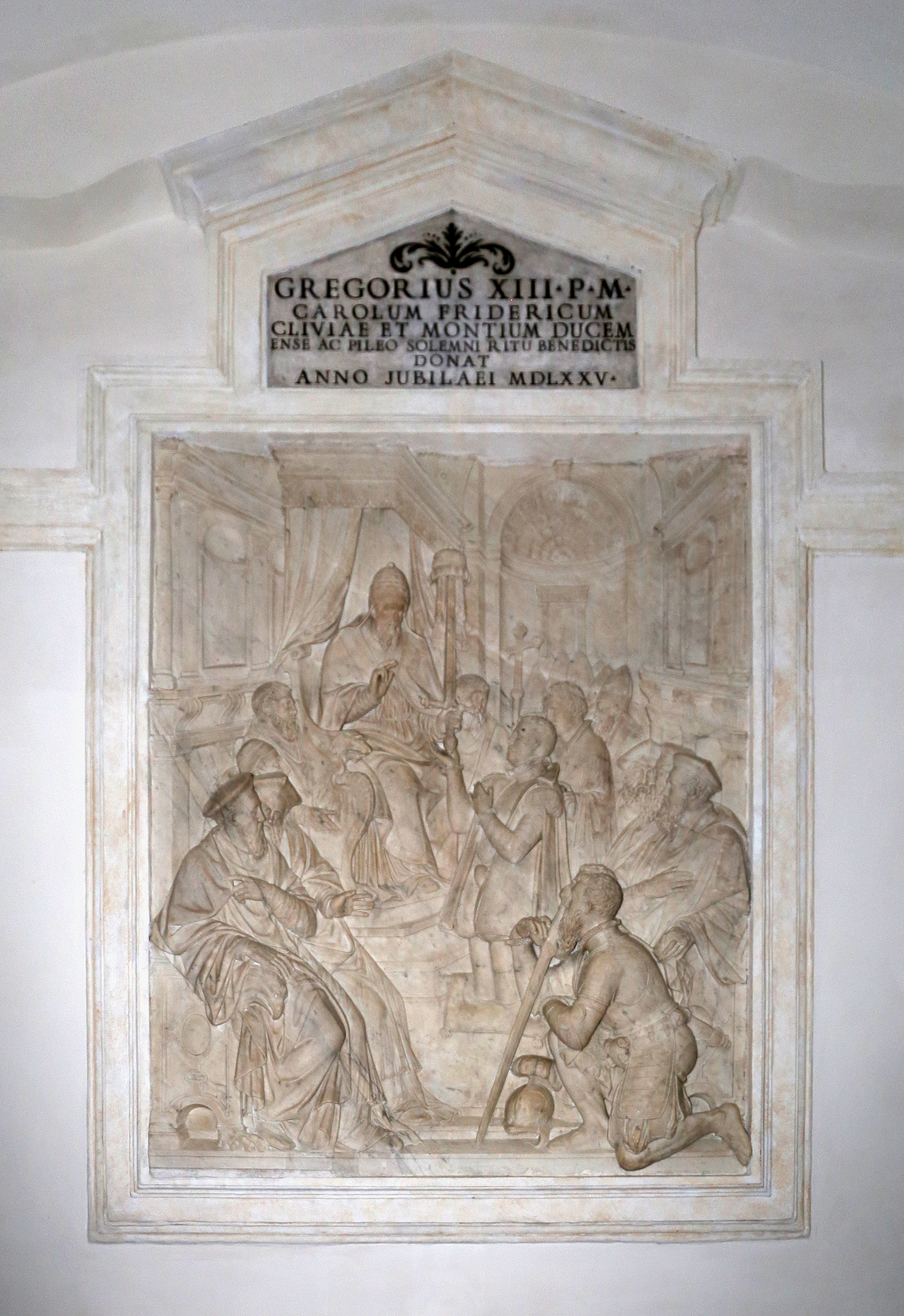
Tomba del principe Carlo Federico di Kleveberg, 1577-1579

Niccolò Fiammingo nacque intorno al 1530 ad Arras.
La sua formazione artistica si effettuò nelle Fiandre, ispirata da uno stile manieristico, ma già influenzata da elementi toscani e romani, e attraverso questi ultimi anche lombardi e ticinesi.
Quando si trasferì in Italia, a Roma, inserì il proprio stile artistico nelle correnti e movimenti della penisola, a contatto con la trattatistica tardocinquecentesca italiana, soprattutto quella di Giovanni Paolo Lomazzo.
I lavori più significativi di Niccolò Fiammingo furono quelli eseguiti, nel 1558-1589, ai due maestosi e pur rigoristici monumenti tombali dei papi Pio V e Sisto V nella basilica di Santa Maria Maggiore.
Le due opere presentarono la raffigurazione di numerose storie, per il monumento dedicato a Pio V i rilievi di una Battaglia di cavalieri e della Concessione delle bandiere e del bastone di generale.
Invece per il monumento per Sisto V eseguì i rilievi della Pace tra Polacchi e Austriaci e una Justitia.
Le due opere furono realizzate in collaborazione con altri artisti, tra i quali Gillis van den Vliete (Egidio della Riviera) e Giovanni Antonio Paracca.
Le opere si contraddistinsero per la naturalità del racconto e per le ispirazioni paesaggistiche, che rinnovarono l'ormai accademico stile tardo-rinascimentale e le fredde soluzioni tardocinquecentesche romane, anticipando e proponendo suggestioni fruttuose agli artisti degli anni seguenti, come Pietro Bernini, con le innovazioni di adesione umana e di pittoricismo, e quindi anche per Gian Lorenzo Bernini.
Niccolò Fiammingo realizzò anche la statua di Melchisedech e il rilievo con Melchisedech e Abramo per la Cappella del SS. Sacramento della basilica di San Giovanni in Laterano, nel 1598.

## Opere

### Basilica di Santa Maria Maggiore

#### Monumento tombale per Pio V
- Rilievo Battaglia di cavalieri (1558-1589);
- Rilievo Concessione delle bandiere e del bastone di generale (1558-1589).

#### Monumento tombale per Sisto V
- Rilievo Pace tra Polacchi e Austriaci (1558-1589);
- Rilievo Justitia (1558-1589).

### Cappella SS. Sacramento nella Basilica di San Giovanni in Laterano
- Statua di Melchisedech (1598);
- Rilievo Melchisedech e Abramo (1598).